# خوکی (ترانه)
«خوکی» (به انگلیسی: Swine) ترانه‌ای از هنرمند اهل ایالات متحده آمریکا لیدی گاگا است. این ترانه در آلبوم آرت‌پاپ قرار داشت.